# B201 (België)
De B201 is een kleine Belgische weg (bretelle) die geheel in Anderlecht de N282 met de R0 verbindt.

## Geschiedenis
De weg was oorspronkelijk aangelegd als beginpunt van de geplande A8/A9 Brussel - Geraardsbergen. Na de schrapping van deze weg vanwege algemeen protest in het Pajottenland en de Vlaamse Ardennen werd er nog kort aan gedacht om deze weg en het bijhorende knooppunt op de Brusselse ring te hergebruiken voor de meer zuidelijk gelegen A8 Halle - Edingen - Doornik. Hierbij zou de A8 voor ongeveer vijf kilometer volledig parallel lopen met de E19. Uiteindelijk werd besloten de A8 in de buurt van Halle aan te sluiten op de R0 en bleef de B201 achter als getuige van de bouwwoede van de jaren 70.
B101 · B102 · B201 · B202 · B401 · B402 · B403 · B404 · B501 · B601 · B602 · B901